# Плешивый, Степан Фомич
Степан Фомич Плешивый (1915, Лебедин, Харьковская губерния, Российская империя — 2005, село Красноармейское, Новоазовский район, Донецкая область, Украина) — бригадир тракторной бригады Хрещатицкой МТС Будённовского района Сталинской области, Украинская ССР. Герой Социалистического Труда (1958).

## Биография
Родился в 1915 году в Лебедине Харьковской губернии. Окончил курсы трактористов. Трудился трактористом до призыва на срочную службу в Красную Армию в 1937 году. Участвовал в Великой Отечественной войне. После демобилизации продолжил трудиться механизатором, бригадиром тракторной бригады в Хрещатицкой МТС Будённовского района (с 1958 года — Новоазовский район).
Бригада под его руководством ежегодно показывала высокие трудовые результаты. Указом Президиума Верховного Совета СССР от 26 февраля 1958 года удостоен звания Героя Социалистического Труда за «особые заслуги в развитии сельского хозяйства и достижение высоких показателей по производству зерна, сахарной свёклы, мяса, молока и других продуктов сельского хозяйства и внедрение в производство достижений науки и передового опыта» с вручением ордена Ленина и золотой медали «Серп и Молот» (№ 7933).
С 1958 года после расформирования Хрещатицкой МТС трудился главным инженером по механизации в колхозе «Перемога» с усадьбой в селе Красноармейское Новоазовского района.
После выхода на пенсию проживал в селе Красноармейское. С 1978 года — персональный пенсионер союзного значения. Умер в 2005 году.

## Награды
- Герой Социалистического Труда
- Орден Ленина
- Орден Октябрьской Революции (08.12.1973)
- Орден Отечественной войны 1 степени (11.03.1985)
- Медаль «За отвагу» (04.10.1944)
- Медаль «За трудовое отличие» (08.04.1971)
- Почётный гражданин Новоазовского района